# Теопомп
Теопомп (стгр. Θεόπομπος) е старогръцки историк и ретор, живял през IV в. пр. Хр., роден на остров Хиос. Бил е ученик на Исократ. Живял е в двора на македонския цар Филип II и египетския владетел Птолемей I. Съчиненията му „Гръцки истории“ и „История на Филип“ са запазени във фрагменти. Първото съчинение излага гръцката история от 411 до 394 г. пр. Хр., като продължение на Тукидидовата „История“, а второто – описва събитията по времето на Филип II.
Теопомп следва идеите на учителя си Исократ за нуждата от обединение на Гърция. Отделя специално внимание на характерите на политическите дейци, които описва. Следва традициите на Херодотовите истории – прави обстойни етнографски описания.